# Brian Joubert
Brian Joubert (Poitiers, 1984. szeptember 20. –) francia műkorcsolyázó. A 2007-es év világbajnoka, háromszoros világbajnoki ezüstérmes (2004, 2006, 2008), háromszoros Európa-bajnok (2004, 2007, 2009), hétszeres francia bajnok (2003-2008, 2011), valamint a 2006/2007-es idény Grand Prix bajnoka.

## Élete
Brian Joubert 1984-ben született Poitiers-ben, ahol máig is edz. 4 éves korában kezdett el korcsolyázni. 2004-ben szerepelt a Fort Boyard nevű francia show-ban, majd később is 2007-ben, valamint 2008-ban. 2004-ben rövidebb kapcsolata volt a Francia Szépségkirálynővel, Laetitia Blégerrel. 2006-ban írt életrajza (Le feu sur la glace - Tűz a jégen) címmel jelent meg.

## Edzők
| Év                                    | Edző                   | Ország        |
| ------------------------------------- | ---------------------- | ------------- |
| 2003 októberéig                       | Véronique Guyon        | Franciaország |
| 2003 októberétől - 2004 decemberéig   | Laurent Depouilly      | Franciaország |
| 2005 januárjától - 2005 júniusáig     | Véronique Guyon        | Franciaország |
| 2005 júniusától - 2006 júliusáig      | Andrei Berezintsev     | Oroszország   |
| 2006 szeptemberétől - 2009 márciusáig | Jean-Christophe Simond | Franciaország |
| 2009 áprilisától - 2010 májusáig      | Laurent Depouilly      | Franciaország |
| 2010 szeptemberétől -                 | Véronique Guyon        | Franciaország |

## Eredmények
| Verseny               | 2000 | 2001 | 2002 | 2003 | 2004 | 2005 | 2006 | 2007 | 2008 | 2009 | 2010 | 2011 | 2012 | 2013 |
| --------------------- | ---- | ---- | ---- | ---- | ---- | ---- | ---- | ---- | ---- | ---- | ---- | ---- | ---- | ---- |
| Téli Olimpiai játékok |      |      | 14.  |      |      |      | 6.   |      |      |      | 16.  |      |      |      |
| Világbajnokság        |      |      | 13.  | 6.   | 2.   | 6.   | 2.   | 1.   | 2.   | 3.   | 3.   | 8.   | 4.   |      |
| Európa-bajnokság      |      |      | 3.   | 2.   | 1.   | 2.   | 3.   | 1.   | 3.   | 1.   | 3.   | 2.   | 8.   |      |
| Francia bajnokság     | 10.  | 14.  | 3.   | 1.   | 1.   | 1.   | 1.   | 1.   | 1.   | V    | V    | 1.   | 1.   | V    |
| Junior Világbajnokság | 14.  |      |      |      |      |      |      |      |      |      |      |      |      |      |

| Grand Prix döntő              |  |  |    | 3. |    | 5. | V  | 1. |   | V  | V  |    |
| Skate America                 |  |  | 9. | 1. |    | 1. | 3. |    |   |    |    |    |
| Skate Canada                  |  |  |    |    |    |    |    |    | 1 |    |    |    |
| Coup of China                 |  |  |    |    | 2. |    |    |    |   |    |    | 4. |
| Trophée Éric Bompard          |  |  |    | 5. | 4. | 2. | 2. | 1. | V | 4. | 4. | V  |
| Coup of Russia                |  |  |    |    |    |    |    | 1. |   | 1. |    |    |
| NHK Trophy                    |  |  |    |    | 4. |    |    |    |   | 1. |    |    |
| Magyarázat : V = Visszalépett |  |  |    |    |    |    |    |    |   |    |    |    |

## Programok
| Szezon    | Rövid program                                                          | Kűr | Gála |
| --------- | ---------------------------------------------------------------------- | --- | --- |
| 2010-2011 | Volt egyszer egy Mexikó Robert Rodríguez koreografálta Antonio Najarro | IX. szimfónia Ludwig van Beethoven koreografálta David Wilson                                                                                           | Sandstorm Darude Aerodynamic Daft Punk Little Love AaRON C'est bientôt la fin Mozart, rockopera I Gotta Feeling The Black Eyed Peas                                                           |
| 2009-2010 | Rise (Leave me Alone) Safri Duo                                        | Ancient Lands Ronan Hardiman | Infinity Guru Josh Project Le Patineur Julien Clerc Merci Grégoire L'assasymphonie Mozart, rockopera Sandstorm Darude                                                                         |
| 2008-2009 | Rise (Leave me Alone) Safri Duo                                        | Az utolsó mohikán Randy Edelman, Trevor Jones és Daniel Lanois Mátrix – Újratöltve Don Davis Rekviem egy álomért Clint Mansell                          | Hallelujah Rufus Wainwright Sandstorm Darude Madeleine Jacques Brel I'm Yours Jason Mraz |
| 2007-2008 | All For You Sébastien Damiani                                          | Enter Sandman Nothing Else Matters Creeping Death The Unforgiven Apocalyptica O Verona Rómeó és Júlia Nellee Hooper, Craig Armstrong és Marius De Vries | Clocks Coldplay Rise (Leave me alone) Safri Duo Le Patineur Lââm |
| 2006-2007 | Halj meg máskor James Bond David Arnold                                | Enter Sandman Nothing Else Matters Creeping Death The Unforgiven Apocalyptica O Verona Rómeó és Júlia Nellee Hooper, Craig Armstrong és Marius De Vries | You Are Loved (Don't Give Up) Josh Groban Rise (Leave me Alone) Safri Duo Tu aurais du me dire Tina Arena Armonia Sébastien Damiani Elvis válogatás Love Is All Roger Glover                  |
| 2005-2006 | Halj meg máskor James Bond David Arnold                                | Lord of the Dance Ronan Hardiman Clubbed to Death Rob Dougan Mátrix Don Davis                                                                           | Daft Punk válogatás Tant qu'on rêve encore Le Roi Soleil |
| 2004-2005 | Válogatás Blue Men Group                                               | 1492 – A Paradicsom meghódítása Vangelis | Lord of the Dance Ronan Hardiman Caruso Andrea Bocelli |
| 2003-2004 | Time Pink Floyd                                                        | Clubbed to Death by Rob Dougan Mátrix Don Davis | J'ai Demandé a La Lune Indochine Love's Divine Seal Lettre à France Michel Polnareff Ces soirées Yannick On se retrouvera Francis Lalanne                                                     |
| 2002-2003 | Time Pink Floyd                                                        | Aki legyőzte Al Caponét Nelson Riddle és Ennio Morricone                                                                                                | Le Lacs du Conemara by Michel Sardou S.O.S. D'un Terrien En Detresse Starmania (musical) Daniel Balavoine Quelques Cris? Johnny Hallyday Ma Gueule Johnny Hallyday Nos Différences Eve Angeli |
| 2001-2002 | The Mexican Hat                                                        | The Mission Ennio Morricone és London Philharmony Orchestra                                                                                             | L'aigle noir Florent Pagny A négy évszak Antonio Vivaldi |
| 2000-2001 |                                                                        | Excalibur Trevor Jones | |